# 坂野記念館
坂野記念館（さかのきねんかん）は、 岡山県岡山市北区にある博物館である。運営は公益財団法人 通信文化協会。

## 概要
「郵便中興の恩人」と呼ばれた坂野鉄次郎の業績を記念して、当時の郵政省が逓信博物館分館の1つとして建設した。
1953年（昭和28年）7月に出身地の岡山県御津郡野谷村吉宗（現在の岡山市北区吉宗）の野谷郵便局西隣に開館。1993年（平成5年）4月、開館40周年を契機に野谷郵便局が津高郵便局と改称して移転するのに合わせて同一敷地に新築移転した。郵便などに関する各種展示を行う。

## 交通アクセス
- 山陽自動車道岡山ICより国道53号・岡山市道大岩小幸田線・岡山市道伊島町二丁目吉宗線経由で北へ約3km
- JR岡山駅東口より岡電バス・中鉄バス辛香口・免許センター行き坂野記念館前停留所にて下車、徒歩約1分

## 利用案内
利用時は公式ホームページを参照されたい。
開館時間
- 9:00 - 16:00

休館日
- 毎週月曜日（月曜日が祝日、振替休日の場合は火曜日）、12月29日 - 1月3日

入館料
- 無料